# Ligamentum crico-arytenoideum posterior

A gége szalagjai

A ligamentum crico-arytenoideum posterior egy apró kb. 1 cm hosszú szalag a gyűrűporc (cartilago cricoidea) és a kannaporc (cartilago arytenoidea) között. Kettő van belőle: egy baloldalt, egy jobboldalt.

## Történet
Már Galénosz ismerte, hogy van a gyűrű- és a kannaporc között ízület, azonban 1983-ig anatómiájáról és funkciójáról kevés ismeret volt.

## Feladat
Feladata, hogy megakadályozza a kannaporc elmozdulását.

## Klinikai jelentőség

### Szubluxáció
Az articulatio crico-arytenoidea szubluxációját ritkán okozza a ligamentum crico-arytenoideum posterior sérülése, de ismertek ilyen esetek. Ezek hangterápiával kezelhetők, de a szubluxációra való hajlamot növelhetik bizonyos krónikus betegségek, például a laryngomalacia, a veseelégtelenség, az akromegália vagy a krónikus glükokortikoid-felvétel, mivel ezek a szalag degenerációjához vezethetnek. A kutatások azonban ezt nem erősítették meg.
Ritkán felléphet szubluxáció köhögés után.
A szubluxáció ritka, 2011-ig csupán 75 esete volt ismert, leggyakrabban intubációs trauma vagy külső nyaki sérülés miatt, és csak 2 esetet okozott köhögés. Ez a szubluxáció többek közt varratokkal javítható, de Sataloff  et al. 2011-ben a kannaporc redukciójáról is írt. Gyakran tévesen hangszalag-paralízisként diagnosztizálják.

### Légúti obstrukció
Ideg-izom transzpozícióval kezelhető a légúti obstrukció például a Woodman-eljárással vagy ahhoz hasonló eljárásokkal, azonban nem minden otolaringológus tapasztalt Woodmanhez, Tuckerhez vagy Helmushoz hasonlóan jó eredményeket. Későbbi eljárásokban egy ideg-izom szövetrészlet került a musculus omohyoideus elülső hasáról a ligamentum crico-arytenoideum posteriorhoz. A műtét után idővel egészséges nyálkahártya alakult ki a begyógyult seb felett.